# Hazel (Kentucky)
Hazel es una ciudad ubicada en el condado de Calloway en el estado estadounidense de Kentucky. En el Censo de 2010 tenía una población de 410 habitantes y una densidad poblacional de 426,69 personas por km².

## Geografía
Hazel se encuentra ubicada en las coordenadas 36°30′20″N 88°19′30″O / 36.50556, -88.32500. Según la Oficina del Censo de los Estados Unidos, Hazel tiene una superficie total de 0.96 km², de la cual 0.96 km² corresponden a tierra firme y (0%) 0 km² es agua.

## Demografía
Según el censo de 2010, había 410 personas residiendo en Hazel. La densidad de población era de 426,69 hab./km². De los 410 habitantes, Hazel estaba compuesto por el 90.98% blancos, el 5.61% eran afroamericanos, el 0% eran amerindios, el 1.46% eran asiáticos, el 0% eran isleños del Pacífico, el 0.24% eran de otras razas y el 1.71% pertenecían a dos o más razas. Del total de la población el 2.93% eran hispanos o latinos de cualquier raza.